# Ridderorden in Liberia
De in 1847 gestichte Republiek Liberia is een door ontwikkelde Amerikaanse slaven gestichte republiek op het Afrikaanse continent. Naar Europees en Amerikaans voorbeeld werd een regering gevormd die ook Ridderorden naar Europees model instelden.
- De Orde van de Afrikaanse Bevrijding     (Engels: "Order of African Redemption") 1879

- De Orde van de Pioniers van Liberia       (Engels: "Order of the Pioneers of Liberia")

- De Orde van de Ster van Afrika  (Engels: "Order of the Star of Africa")
- De Orde van Militaire Verdienste  (Engels: "Military Merit Order") 1914